# 宮誠而
宮 誠而（みや せいじ、1949年2月26日 - ）は、日本の植物写真家である。

## 人物
1949年、石川県小松市に生まれる。石川県立小松高等学校、福井大学工学部卒業。
新しい山岳写真の表現である「花の山岳写真」、山野草のフラワーアレンジメント「野の花アレンジ」を創作、また新しい表現の植物図鑑である「ボタニカルフォト植物図鑑」や、表装した写真作品「大和写真」を開発した。
1980年、大日山の中腹に「日本滝」を発見した。1986年、小松市の小松天満宮境内に松尾芭蕉の「あかあかと日はつれなくも秋の風」の句碑を建立。1996年頃から、植物専門の写真家を目指した。

## 写真掲載書籍
出版社名のないものはいずれも北陸美術出版より発刊。
- 1978年 『南加賀探訪』
- 1979年 ガイドブック『石川の山と自然』
- 1980年　
  - 『写真集・幻の滝』を、同
  - 『写真作品集・彫塑家・都賀田勇馬』都賀田勇馬出版記念会
- 1982年 『小松天満宮誌』
- 1983年 『小松の曳山』
- 1986年
  - 『写真集・鴨池の鳥たち』能登出版
  - 『写真集・白山』（全2巻）
- 1992年-1993年 『北陸・古寺の四季』（全5巻）
- 1996年 
  - 写真集『見る本光寺』
  - 『野の花アレンジ1』
  - 『奥の細道・空白の一日』
- 1997年
  - 『野の花アレンジ』（2・3）都賀田勇馬出版記念会
- 2002年『迷った時の花辞典』近代出版
- 2003年『本光寺108の謎』本光寺
- 2009年-11年
  - 『宮誠而・写真全集』（全5巻）
  - 『花の山岳写真』
  - 『日本巨木巡礼』（1・2）
  - 『日本桜物語』
  - 『ボタニカルフォト植物図鑑』
- 2013年 『日本一の巨木図鑑』文一総合出版
- 2014年 『宮誠而写真全集VI 浮世絵vs写真』